# Freeway 51 (Iran)

De Freeway 51 (Farsi:  51 آزادراه) of Zobahan Freeway (Farsi: آزادراه ذوب آهن)  is een autosnelweg in Iran. De snelweg is 28 kilometer lang en verbindt Isfahan met Esfahan Steel Company (Zobahan).
Freeway 1 ·
Freeway 2 ·
Freeway 3 ·
Freeway 5 ·
Freeway 6 ·
Freeway 7 ·
Freeway 9 ·
Freeway 16 ·
Freeway 51